# Dom Dwyer
Pour les articles homonymes, voir Dwyer.
Dominic « Dom » Dwyer, né le 30 juillet 1990 à Cuckfield, est un joueur international américain de soccer. Il joue au poste d'attaquant.

## Biographie

### Carrière en club

#### Formation
Alors qu'il est au centre de formation de soccer en Angleterre, Dom Dwyer se fracture trois fois de suite le pied droit.
En 2009, il quitte le Royaume-Uni pour intégrer le Tyler Junior College au Texas. Il rejoint l'équipe de soccer des Apaches et remporte deux années de suite le championnat universitaire mineur de NJCAA. Il inscrit 37 buts lors de sa saison de sophomore.
En 2011, il rejoint l'université du Sud de la Floride et son équipe de soccer, les Bulls, dans la prestigieuse ligue universitaire de NCAA.

#### Buteur vedette en MLS
L'année suivante, il anticipe son passage en professionnel en signant un contrat Génération Adidas avec la MLS. Il est repêché en 16e position par le Sporting Kansas City lors de la MLS SuperDraft de 2012.
Après un début de carrière très prolifique à Kansas City où il s'installe comme l'un des meilleurs buteurs de la ligue, il est transféré le 25 juillet 2017 au Orlando City SC, qu'il rejoint de nouveau après un prêt de quelques semaines en 2013, dans le cadre d'une transaction historique en MLS. En effet, après Kevin Molino plus tôt au cours de la saison 2017, Dom Dwyer s'inscrit dans un échange de considérations incluant de l'argent d'allocation à hauteur de 900 000 dollars, 700 000 dollars supplémentaires dépendant de ses prestations en Floride.

#### Une carrière au ralenti
Dwyer rejoint donc un club qu'il a connu dans les divisions inférieures. Son second passage à Orlando, cette fois-ci en MLS, est plus difficile et se termine de manière abrupte lorsqu'il est blessé sérieusement en début de saison 2020, le maintenant hors des terrains toute l'année, avant que son contrat ne soit pas reconduit à l'automne 2020.

#### Expériences difficiles
Sans club alors que la saison 2021 est déjà commencée, il s'engage finalement avec le Toronto FC le 11 mai. Avec la franchise canadienne, il peine à s'imposer et n'inscrit pas le moindre but en 2021. Durant l'entre-saison qui suit, il est transféré au FC Dallas le 11 janvier 2022 et le club texan annonce dès son acquisition la libération du joueur qui devient ainsi agent libre.
Il retrouve une équipe le 22 février suivant lorsqu'il s'engage en faveur d'Atlanta United avec un contrat de deux saisons garanties. Cantonné à un rôle de remplaçant en 2022 avec seulement cinq titularisations, Dwyer ne retrouve pas son niveau passé. Le 6 janvier 2023, Atlanta United décide alors de le libérer après une seule saison en Géorgie.

### Vie de famille
Le 14 février 2015, son mariage avec la joueuse de soccer américaine Sydney Leroux est publiquement annoncé. 
Dom est père le 11 septembre 2016 d'un fils nommé Cassius Cruz Dywer[réf. souhaitée]. Il est devenu citoyen américain en mars 2017[réf. souhaitée].

## Palmarès
| Orlando City (1)               | Sporting de Kansas City (3)                                                              | États-Unis (1)                  |
| ------------------------------ | ---------------------------------------------------------------------------------------- | ------------------------------- |
| - USL Pro : - Vainqueur : 2013 | - Coupe MLS : - Vainqueur : 2013 - Lamar Hunt U.S. Open Cup : - Vainqueur : 2012 et 2015 | - Gold Cup : - Vainqueur : 2017 |

## Statistiques
| Saison                | Club                    | Championnat           | Championnat | Championnat | Coupe(s) nationale(s) | Coupe(s) nationale(s) | Compétition(s) continentale(s) | Compétition(s) continentale(s) | Compétition(s) continentale(s) | Séries | Séries | États-Unis | États-Unis | Total | Total |
| Saison                | Club                    | Division              | M.          | B.          | M.                    | B.                    | Comp.                          | M.                             | B.                             | M.     | B.     | M.         | B.         | M.    | B.    |
| 2012                  | Sporting de Kansas City | MLS                   | 1           | 0           | 1                     | 0                     | -                              | -                              | -                              | 1      | 0      | -          | -          | 3     | 0     |
| 2013                  | Sporting de Kansas City | MLS                   | 16          | 2           | 0                     | 0                     | LCC                            | 4                              | 1                              | 5      | 1      | -          | -          | 25    | 4     |
| 2014                  | Sporting de Kansas City | MLS                   | 33          | 22          | 2                     | 0                     | LCC+LCC                        | 2+3                            | 0+1                            | 1      | 1      | -          | -          | 41    | 24    |
| 2015                  | Sporting de Kansas City | MLS                   | 30          | 12          | 5                     | 5                     | -                              | -                              | -                              | 1      | 0      | -          | -          | 36    | 17    |
| 2016                  | Sporting de Kansas City | MLS                   | 33          | 16          | 2                     | 0                     | -                              | -                              | -                              | 1      | 0      | -          | -          | 36    | 16    |
| 2017                  | Sporting de Kansas City | MLS                   | 15          | 5           | 1                     | 1                     | -                              | -                              | -                              | -      | -      | 3          | 2          | 19    | 8     |
| Sous-total            | Sous-total              | Sous-total            | 128         | 57          | 11                    | 6                     | -                              | 9                              | 2                              | 9      | 2      | 3          | 2          | 160   | 69    |
| 2013                  | Orlando City SC (prêt)  | USL Pro               | 13          | 15          | 3                     | 3                     | -                              | -                              | -                              | 1      | 4      | -          | -          | 17    | 22    |
| 2017                  | Orlando City SC         | MLS                   | 12          | 4           | 0                     | 0                     | -                              | -                              | -                              | -      | -      | 1          | 0          | 13    | 4     |
| 2018                  | Orlando City SC         | MLS                   | 26          | 13          | 1                     | 0                     | -                              | -                              | -                              | -      | -      | -          | -          | 27    | 13    |
| 2019                  | Orlando City SC         | MLS                   | 27          | 7           | 2                     | 0                     | -                              | -                              | -                              | -      | -      | -          | -          | 29    | 7     |
| 2020                  | Orlando City SC         | MLS                   | 2           | 0           | -                     | -                     | -                              | -                              | -                              | 0      | 0      | -          | -          | 2     | 0     |
| Sous-total            | Sous-total              | Sous-total            | 67          | 24          | 3                     | 0                     | -                              | 0                              | 0                              | 0      | 0      | 1          | 0          | 71    | 24    |
| 2021                  | Toronto FC              | MLS                   | 14          | 0           | 1                     | 0                     | -                              | -                              | -                              | -      | -      | -          | -          | 15    | 0     |
| 2022                  | Atlanta United          | MLS                   | 22          | 4           | 2                     | 2                     | -                              | -                              | -                              | -      | -      | -          | -          | 24    | 6     |
| Total sur la carrière | Total sur la carrière   | Total sur la carrière | 244         | 100         | 20                    | 11                    | -                              | 9                              | 2                              | 10     | 6      | 4          | 2          | 287   | 121   |